# Kubrick Mons
Kubrick Mons je najveća od nekoliko planina na Haronu. Otkrivena je na snimkama LORRI-ja tijekom preleta Harona 14. srpnja 2015. od strane letjelice New Horizons.
Kubrick Mons ima promjer između 20 i 25 kilometara i visine je 3–4 kilometra. Planina je okružena jarkom koji ima dubinu 1-2 kilometra ispod okolnog područja. Trenutno se ne zna kako je nastao Kubrick Mons; međutim, nagađaju se da Kubrick Mons može biti krivovulkan, a depresija može biti rezultat smanjene komore vode i amonijaka. Ova hipoteza još nije potvrđena.
Planina je dobila ime po filmskom redatelju Stanleyu Kubricku. Službeno odobrenje imena objavila je Međunarodna astronomska unija 11. travnja 2018. Ponekad se naziva Charon's mountain in the moat (Haronova planina u jarku) ili, jednostavnije, planina Moat.